# ريكسونا

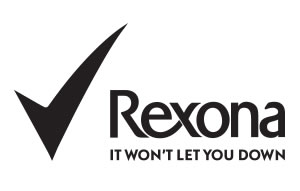

ريكسونا هي ماركة أسترالية لمضادات التعرق مملوكة للشركة البريطانية (يونيليفر)، وبالرغم من تسويقها بأسم (ريكسونا) في أغلب الدول فهي تعرف باسم (شور) في المملكة المتحدة، ايرلندا والهند وتعرف باسم (ديكري) في الولايات المتحدة وكندا وبإسم (ريكسينا) في اليابان وكوريا الجنوبية وبإسم (شيلد) في جنوب افريقيا.

## التاريخ
طورت في عام 198 على يد الأسترالي (صامويل فوللر شيفر) وزوجته (اليس)، المنتج كان متوفراً بعدة صيغ منها الرذاذ المضغوط، المضخات، اللفائف، العصي والكريمات.
في عام 2015، أطلقت العلامة التجارية مجموعة جديدة من العطور بتصميم جديد على شكل علبة، وفي نفس الوقت تم تغيير الصيغة الكيميائية. وقد أدى ذلك إلى رد فعل عكسي واسع الانتشار من جانب المستهلكين مع العديد من مواقع ومنتديات مراجعة المنتجات التي تقدم مراجعات سيئة للغاية وتبث شكاوى من أن الصيغة الجديدة ببساطة ليس لها تأثير مزيل العرق كما في الصيغة القديمة.

## عالميا

### الهند
أُطلق في عام 1947 كمنافس لـ (همام)، ثم منتج (تاتا)، ثم (هندستان يونيليفر). نظرًا لأن (هندستان يونيليفر) تستخدم بالفعل (ريكسونا) كعلامة تجارية للصابون، فقد تم استخدام العلامة التجارية (شور) بدلاً من ذلك لمزيلات العرق، كما هو الحال في المملكة المتحدة وأيرلندا.

### الولايات المتحدة الأمريكية
في الولايات المتحدة الأمريكية (ديجري) هي علامة تجارية لمضادات التعرق للرجال والنساء من تصنيع شركة (يونيليفر). يأتي في أشكال عصا، وهلام، ورذاذ. غالبًا ما يأتي شكل العصا مع شعارات مضغوطة في مزيل العرق نفسه بواسطة الختم الواقي. على سبيل المثال، يأتي متنوع «كول راش» مع شعار «خاطر». تم إنشاء الاسم التجاري لـ (ديجري) بواسطة (هيلين كورتيس)، التي استحوذت عليها شركة (يونيليفر) في عام 1996.

#### ماركات شور الأخرى
، (شور) هي علامة تجارية مضادة للتعرق أنشأتها شركة (بروكتر وغامبل) في عام 1972، وتم تسويقها لكل من الرجال والنساء. تم نقل ملكية العلامة التجارية إلى شركة (هيلين أوف تروي) المحدودة، التي استحوذت على العلامة التجارية من (انفيفيتف براندز) في مارس 2010. استحوذت (انفيفيتف براندز ذات المسؤولية المحدودة) وهي شركة محفظة تابعة لمجموعة شركات (جهم نجفي) على العلامة التجارية من (بروكتر وغامبل) في سبتمبر 2006، بعد أن استحوذت شركة (بروكتر وغامبل) على العلامة التجارية (جيليت). على الرغم من وجود العلامة التجارية بالفعل في الولايات المتحدة، فقد تواجدت أيضا  كعلامة تجارية في المملكة المتحدة وأيرلندا والهند. منذ أن استحوذت عليها شركة (هيلين اوف تروي) في الولايات المتحدة، يتم تسويق (شور) الآن حصريًا كمضاد للتعرق للنساء.

## الدعاية والتسويق
العلامات التجارية ريكسونا وشوور هم رعاة فريق (ويليامز فورميلا 1). كانت العلامة التجارية قد رعت سابقًا فريق (لوتس فورميلا 1) من قبل من موسم 2014 للفورميلا 1 فصاعدًا.
طورت ريكسونا أيضًا منصة فلاش تسمى (باورع بامبلونا) والتي تتضمن سباقات عداء الثيران في مختلف البلدان.

### ممثلي العلامة التجارية
• انجريد غرودك.
• صاحبة الشقلبة الخلفية (فتاة غير مسماة).

## وصلات خارجية
- الموقع الرسمي